# Bembidion lampros
Bembidion lampros es una especie de escarabajo del género Bembidion, familia Carabidae. Fue descrita científicamente por Herbst en 1784.
Habita en Albania, Armenia, Austria, Azerbaiyán, Bielorrusia, Bélgica, Bosnia y Herzegovina, Bulgaria, Canadá, Croacia, Chequia, Dinamarca, Estonia, Finlandia, Francia, Georgia, Alemania, Gran Bretaña, Grecia, Hungría, Irlanda, Italia, Kazajistán, Kirguistán, Letonia, Lituania;, Macedonia, Moldavia, Marruecos, Países Bajos, Noruega, Polonia, Portugal, Rumania, Rusia, Serbia, Eslovaquia, Eslovenia, España, Suecia, Suiza, Tayikistán, Túnez, Turquía, Estados Unidos, Ucrania y Uzbekistán.

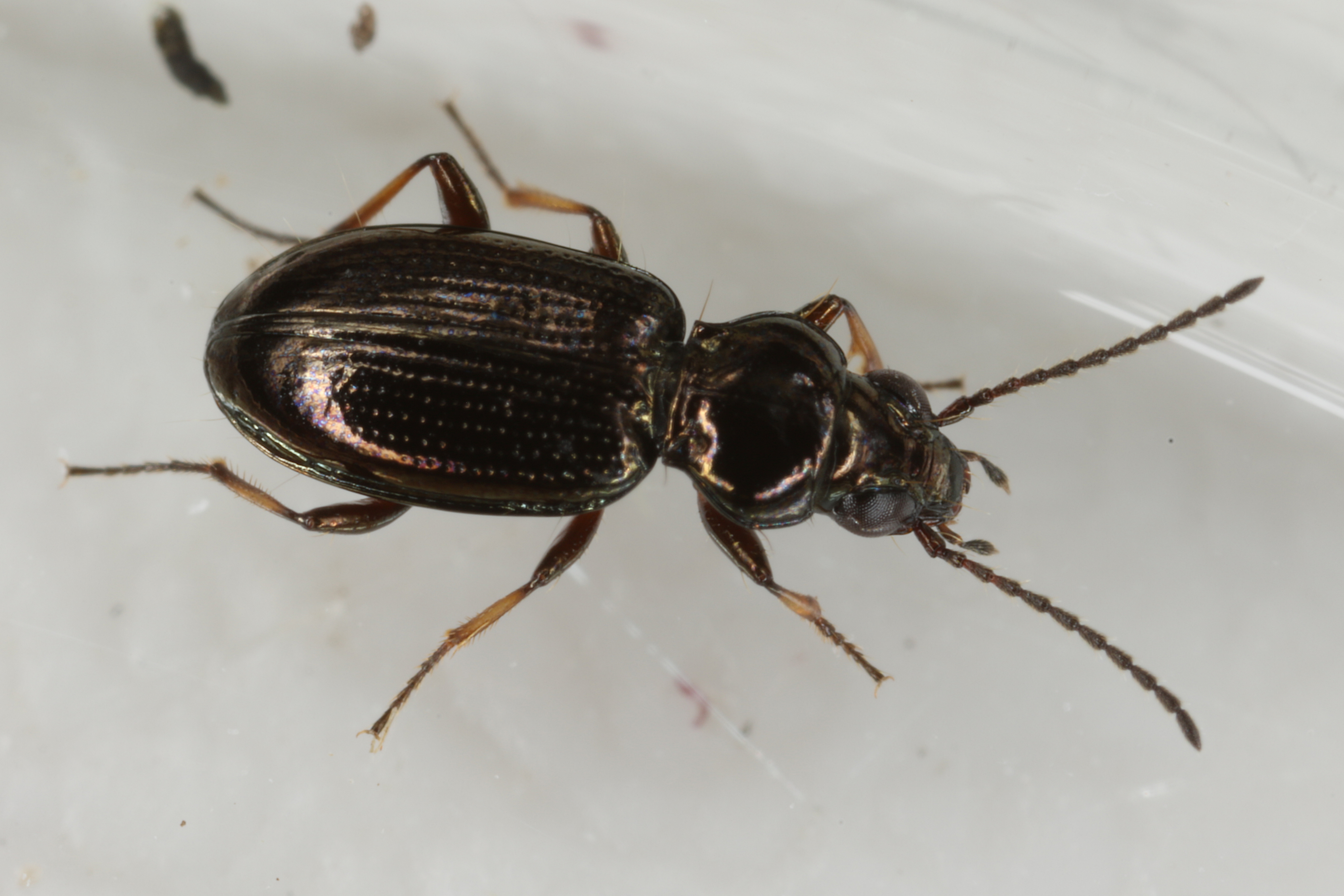
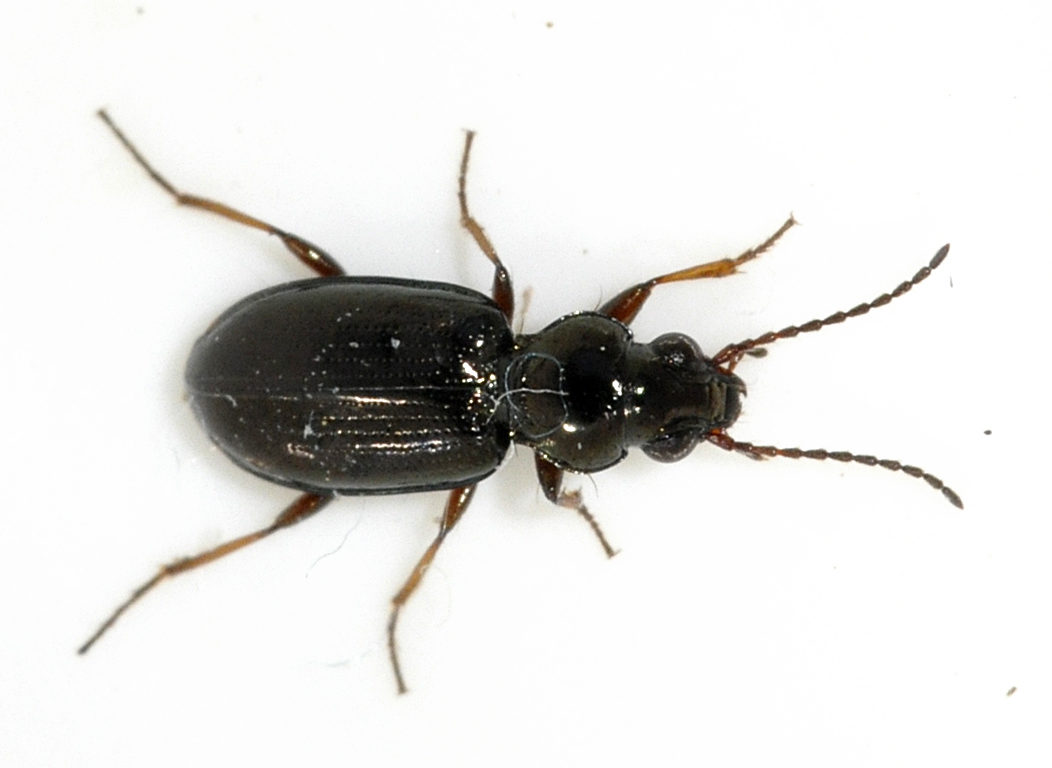
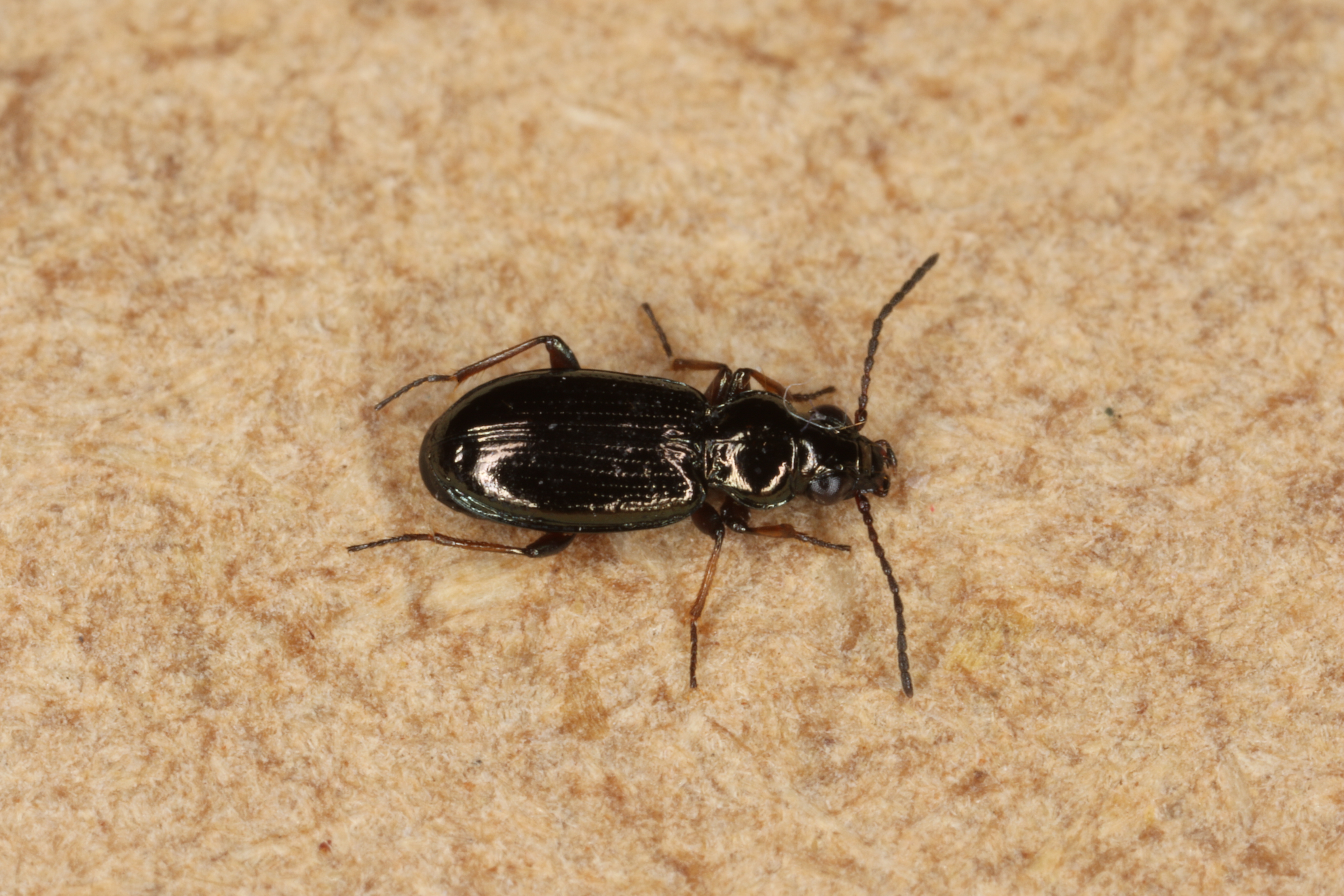
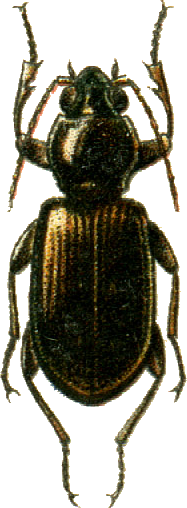